# Kolya
Pour plus de détails, voir Fiche technique et Distribution.
Kolya (Kolja) est un film tchèque réalisé par Jan Svěrák en 1996. Il remporta l'Oscar du meilleur film en langue étrangère en 1997.

## Synopsis
Le film raconte l'histoire de Louka, un ancien violoncelliste de l'Orchestre philharmonique tchèque, célibataire endurci qui est maintenant obligé de gagner sa vie en jouant aux cérémonies de funérailles, en restaurant les anciennes pierres tombales et en donnant des cours de violoncelle.
Comme Louka a besoin d'argent, il accepte l'offre d'un ami et épouse une jeune femme soviétique contre une somme d'argent, pour qu'elle puisse recevoir des papiers tchécoslovaques. Cette jeune femme décide peu après le mariage de s'échapper en Allemagne de l'Ouest, et son fils âgé de 5 ans, Kolya, se retrouve abandonné en Tchécoslovaquie. Mais la seule personne qui aurait accepté de le recueillir, sa grand-mère, meurt peu après. Louka décide, après de nombreuses réticences, et des tentatives de faire adopter l'enfant, de le garder, car il lui faut convaincre la police secrète que ce mariage était de bonne foi, bien que Louka ne parle pas russe, et que ni Kolya ni sa mère ne parlent tchèque.
Même si sa relation avec Kolya commence mal, principalement à cause du manque de communication dû aux problèmes linguistiques qu'ils rencontrent, Kolya et Louka deviennent de plus en plus attachés l'un à l'autre. Louka décide de changer son mode de vie, arrête de courir les jupons et fait de son mieux pour donner un environnement de vie sain pour Kolya.
Mais le service d'adoption le rattrape, et menace de rapatrier Kolya vers un orphelinat en Union soviétique. Louka décide qu'ils doivent s'échapper et, après un court passage chez sa mère, qui finit par les jeter dehors, ne souhaitant pas avoir un Russe sous son toit (l'Union soviétique ayant encore une forte présence armée en Tchécoslovaquie), ils finissent par se réfugier chez Franta, un ami de Louka, où ils restent jusqu'au début de la révolution de Velours, avant de rentrer à Prague pour être témoins des événements.
La mère de Kolya, à la chute du rideau de fer retourne immédiatement à Prague et Kolya la rejoint, ce qui est une cause de tristesse pour Kolya et Louka. Le film finit sur des images de Louka réadmis dans l'orchestre et en ménage avec une de ses amies, qui chantait aux funérailles pendant qu'il jouait, et qui est maintenant enceinte.

## Fiche technique
- Titre : Kolya
- Titre original : Kolja
- Réalisation : Jan Svěrák
- Scénario : Pavel Taussig et Zdeněk Svěrák
- Musique : Ondrej Soukup, Antonín Dvořák
- Photographie : Vladimír Smutný
- Montage : Alois Fisárek
- Production : Eric Abraham et Jan Svěrák
- Société de production : Biograf Jan Sverak, Pandora Cinema, Ceská Televize, CinemArt, Portobello Pictures et Space Films
- Société de distribution : Gaumont Buena Vista International (France)
- Pays de production :  Tchéquie,  Royaume-Uni et  France
- Format : Couleurs - 1,85:1 - Dolby Digital - 35 mm
- Genre : Comédie dramatique, historique et film musical
- Durée : 105 minutes
- Dates de sortie : 
  - Tchéquie : 15 mai 1996
  - France : 17 septembre 1997

## Distribution
- Zdeněk Svěrák : Louka
- Andrei Chalimon : Kolja
- Libuše Šafránková (VF. Véronique Alycia)  : Klara
- Ondrej Vetchý : Broz
- Stella Zázvorková : Maminka
- Ladislav Smoljak : Houdek
- Irina Livanova : Nadezda
- Silvia Suvadova : Blanka
- Liliya Malkina : Tamara
- Karel Hermánek : Musil
- Petra Spalková : Pasa
- Nella Boudová : Brozova
- René Pribil : Pokorny
- Miroslav Táborský : Novotny
- Slávka Budínová : Bustikova
- Emma Černá (VF : Frédérique Cantrel) : Docteure

## Distinctions
| Date                           | Distinction                             | Catégorie                             | Nom                      | Résultat   |
| ------------------------------ | --------------------------------------- | ------------------------------------- | ------------------------ | ---------- |
| 28 août au 7 septembre 1996    | Mostra de Venise                        | Mention honorable                     | Jan Svěrák               | Lauréat    |
| 27 septembre au 6 octobre 1996 | Festival international du film de Tokyo | Grand Prix Sakura                     | Jan Svěrák               | Lauréat    |
| 27 septembre au 6 octobre 1996 | Festival international du film de Tokyo | Prix du meilleur scénario             | Jan Svěrák               | Lauréat    |
| 8 novembre 1996                | Prix du cinéma européen                 | Meilleur film                         | Kolja                    | Nomination |
| 15 janvier 1997                | Satellite Awards                        | Meilleur film en langue étrangère     | Kolja                    | Nomination |
| 19 janvier 1997                | Golden Globes                           | Meilleur film en langue étrangère     | Kolja                    | Lauréat    |
| 9 février 1997                 | National Board of Review                | Top films étrangers                   | Kolja                    | 5e place   |
| 1er mars 1997                  | Lions tchèques                          | Meilleur film                         | Eric Abraham, Jan Svěrák | Lauréat    |
| 1er mars 1997                  | Lions tchèques                          | Meilleur réalisateur                  | Jan Svěrák               | Lauréat    |
| 1er mars 1997                  | Lions tchèques                          | Meilleure actrice                     | Libuse Safránková        | Lauréat    |
| 1er mars 1997                  | Lions tchèques                          | Meilleur acteur dans un second rôle   | Andrey Khalimon          | Lauréat    |
| 1er mars 1997                  | Lions tchèques                          | Meilleur film - critiques             | Jan Svěrák               | Lauréat    |
| 1er mars 1997                  | Lions tchèques                          | Meilleur scénario                     | Zdeněk Svěrák            | Lauréat    |
| 1er mars 1997                  | Lions tchèques                          | Meilleur montage                      | Alois Fisárek            | Lauréat    |
| 1er mars 1997                  | Lions tchèques                          | Meilleur acteur                       | Zdeněk Svěrák            | Nomination |
| 1er mars 1997                  | Lions tchèques                          | Meilleur acteur dans un second rôle   | Ondrej Vetchý            | Nomination |
| 1er mars 1997                  | Lions tchèques                          | Meilleure actrice dans un second rôle | Stella Zázvorková        | Nomination |
| 1er mars 1997                  | Lions tchèques                          | Meilleure photographie                | Vladimír Smutný          | Nomination |
| 1er mars 1997                  | Lions tchèques                          | Meilleur son                          | Zbynek Mikulik           | Nomination |
| 1er mars 1997                  | Lions tchèques                          | Meilleure musique                     | Ondrej Soukup            | Nomination |
| 24 mars 1997                   | Oscars du cinéma                        | Meilleur film en langue étrangère     | Kolja                    | Lauréat    |
| 7 au 11 avril 1997             | Festival du film de Pilsen              | Film le plus populaire                | Jan Sverák               | Lauréat    |
| 7 au 11 avril 1997             | Festival du film de Pilsen              | Meilleur acteur                       | Zdeněk Svěrák            | Lauréat    |
| 7 au 11 avril 1997             | Festival du film de Pilsen              | Meilleure actrice                     | Libuse Safránková        | Lauréat    |
| 29 avril 1997                  | BAFTA Awards                            | Meilleur film en langue étrangère     | Eric Abraham, Jan Svěrák | Nomination |